# St. John's Village (Penal-Debe)
St. John's Village es una villa de Trinidad y Tobago, que forma parte de las regiones de Penal-Debe y Princes Town.

## Geografía
La villa abarca parte de la isla Trinidad y limita al norte con Petit Morne y Jordan Village (ambas localidades pertenecientes a la región de Princes Town), al sur con Barrackpore, al este con Jordan Village (localidad perteneciente a la región de Princes Town) y Borde Narve y al oeste con Friendship.

## Demografía
Datos demográficos de la villa de St. John's Village:
| Gráfica de evolución demográfica de St. John's Village entre 2000 y 2011 |
|                                                                          |